# Anna Schwartz
Anna Jacobson Schwartz (11 de noviembre de 1915–21 de junio de 2012) fue una economista estadounidense de la Agencia Nacional de Investigación Económica en la ciudad de Nueva York, y según Paul Krugman «una de las monetaristas más importantes del mundo». Es más conocida por su colaboración con Milton Friedman en Una Historia Monetaria de los Estados Unidos, 1867–1960, publicada en 1963, la cual hizo énfasis en que una porción grande de la culpa de la Gran Depresión se debió al Sistema de Reserva Federal. Fue presidente de la Asociación Económica Occidental Internacional en 1988.

## Primeros años y educación
Schwartz nació como Anna Jacobson el 11 de noviembre de 1915 en Nueva York, hija de Pauline (née Shainmark) e Hillel Jacobson. Se graduó de Barnard College a los 18 años de edad y obtuvo el grado de máster en economía de la Universidad de Columbia en 1935, cuándo tenía 19 años. Comenzó su carrera como economista profesional un año más tarde. En 1936 se casó con Isaac Schwartz, agente financiero y compañero de clases en Columbia, con el cual crio a cuatro niños. Su primer ensayo; Precios de acciones británicas, 1811-1850 en colaboración con Arthur Gayer e Isaías Finkelstein, fue publicado en la Revista de Economía y Estadística en 1940. Obtuvo su doctorado de Columbia en 1964.

## Agencia Nacional de Investigación Económica
En 1941, se une al personal de la Agencia Nacional de Investigación Económica. Trabajo en la oficina de Nueva York de esta organización de entonces hasta el momento de su fallecimiento. Cuando se unió a la Oficina Nacional, se dedicó al estudio de los ciclos económicos. Aunque ocupó cargos docentes por solo una pequeña parte de su carrera, desarrolló a investigadores más jóvenes en su voluntad a trabajar con ellos y compartir su enfoque, un examen escrupuloso del pasado, tanto para entenderlo mejor como para obtener lecciones para el presente.

## Crecimiento y fluctuaciones en la economía británica
En colaboración con Arthur Gayer y Walt Whitman Rostow, realizó el monumental Crecimiento y fluctuaciones de la economía británica, 1790-1850: Un estudio histórico, estadístico, teórico del desarrollo económico de Gran Bretaña. Apareció en dos volúmenes en 1953, su publicación se retrasó debido a la Segunda Guerra Mundial por cerca de diez años después de que esté estuviera completado. Fue reimpreso en 1975. Arthur Gayer había muerto antes del primer lanzamiento del libro, pero los otros dos autores escribieron una nueva introducción que revisaba la literatura sobre el tema desde la fecha de publicación original. Admitieron que se había desarrollado lo que denomina una "divergencia amistosa del punto de vista" en la interpretación de algunos de los hechos expuestos en el libro. En particular, Anna Schwartz indicó que a la luz de recientes investigaciones teóricas y empíricas, ella había revisado su posición sobre la importancia de la política monetaria y su interpretación de los movimientos de las tasas de interés.

## Investigación con Milton Friedman
Años antes de que su primer libro fuera reimpreso, otro economista se había unido a lo que se podría apellidar como el equipo de coautores de Schwartz. Impulsado por Arthur F. Burns, entonces en la Universidad de Columbia y la Agencia Nacional, posteriormente presidente del Sistema de Reserva federal, ella y Milton Friedman se unieron para examinar la función del dinero en el ciclo económico. Su primera publicación fue Una Historia Monetaria de los Estados Unidos, 1867–1960, el cual plantea la hipótesis de que los cambios en política monetaria han tenido grandes efectos en la economía, y estableció que gran parte de la culpa para que se diera la Gran Depresión fue gracias al Sistema de Reserva Federal (banco central de los Estados Unidos). El libro fue publicado en 1963, junto con el artículo igualmente famoso, "Dinero y ciclos empresariales", que al igual que su primer ensayo, fue publicado en la Revista de Economía y Estadística. También escribieron los libros Estadística monetaria de los Estados Unidos en 1970 y Tendencias monetarias en los Estados Unidos y el Reino Unido: Su relación a ingresos, precios, y tasas de Interés, 1867–1975 en 1982.

## Regulación financiera
Schwartz cambió de opinión con respecto a la regulación financiera. En una serie de estudios realizados en los años 1970 y 1980, hizo hincapié en que la estabilidad del nivel de precios es esencial para la estabilidad del sistema financiero. Basándose en evidencia de más de dos siglos, demostró que tales fallos no tienen consecuencias importantes para la economía, siempre y cuando se evite la propagación de sus efectos a través del sistema financiero. 

## Otras áreas de trabajo
Otras áreas de su trabajo incluyen; la transmisión internacional de la inflación y de los ciclos económicos, la función del gobierno en política monetaria, midiendo la producción de bancos, y el comportamiento de las tasas de interés, la deflación y los estándares monetarios. También trabajó fuera de los Estados Unidos, específicamente en el Departamento de Banca y Finanzas en Universidad de la Ciudad de Londres, Inglaterra, que encabezó un proyecto de investigación de la historia monetaria del Reino Unido. 

## Trabajo posterior
En 2002–2003 sirvió como presidenta de la Sociedad Económica Atlántica Internacional. Fue elegida como miembro de la Academia Estadounidense de las Artes y las Ciencias en 2007. Después de 2007,  concentró sus esfuerzos investigando la intervención oficial en el mercado de divisas utilizando datos de la Reserva Federal de 1962. No tuvo reparos en hablar con respecto a la crisis financiera de la primera década del siglo XXI, y criticar la respuesta del gobierno estadounidense. También se refirió a una crítica de Milton Friedman realizada por Paul Krugman.

## Muerte
Anna Schwartz murió el 21 de junio de 2012 en su casa en Manhattan a la edad de 96 años. Su marido Isaac había fallecido en 1999; estuvieron casados más de sesenta años. Le sobrevivieron cuatro hijos: Jonathan, Joel, Naomi Pasachoff y Paula Berggren, así como siete nietos, y seis bisnietos.

## Grados honorarios
- Universidad de Florida (1987)
- Universidad de Stonehill, Massachusetts (1989)
- Universidad de Iona (1992)
- Universidad Rutgers (1998)
- Universidad de Emory (2000); The Graduate Center, CUNY (2000)
- Universidad de Williams (2002)
- Universidad Loyola Chicago, 2003
- Escuela de Negocios Cass, Londres (2006)

## Libros
- Historia monetaria de los Estados Unidos, 1867–1960 (con Milton Friedman), 1963 ISBN 0-691-00354-8
- Estadística monetaria de los Estados Unidos: estimaciones, fuentes, métodos (con Milton Friedman), 1970 ISBN 0-87014-210-0
- Crecimiento y fluctuaciones en la economía británica, 1790–1850: un estudio histórico, estadístico y teórico del desarrollo económico de Gran Bretaña (con Arthur Gayer y Walt Whitman Rostow), 1953 ISBN 0-06-492344-4
- Dinero en perspectiva histórica (con una introducción por Michael D. Bordo y Milton Friedman), 1987 ISBN 0-226-74228-8